# Sphinx fraxini
Sphinx fraxini är en fjärilsart som beskrevs av Franz Dannehl 1925. Sphinx fraxini ingår i släktet Sphinx och familjen svärmare. Inga underarter finns listade i Catalogue of Life.